# Stephen Cleobury

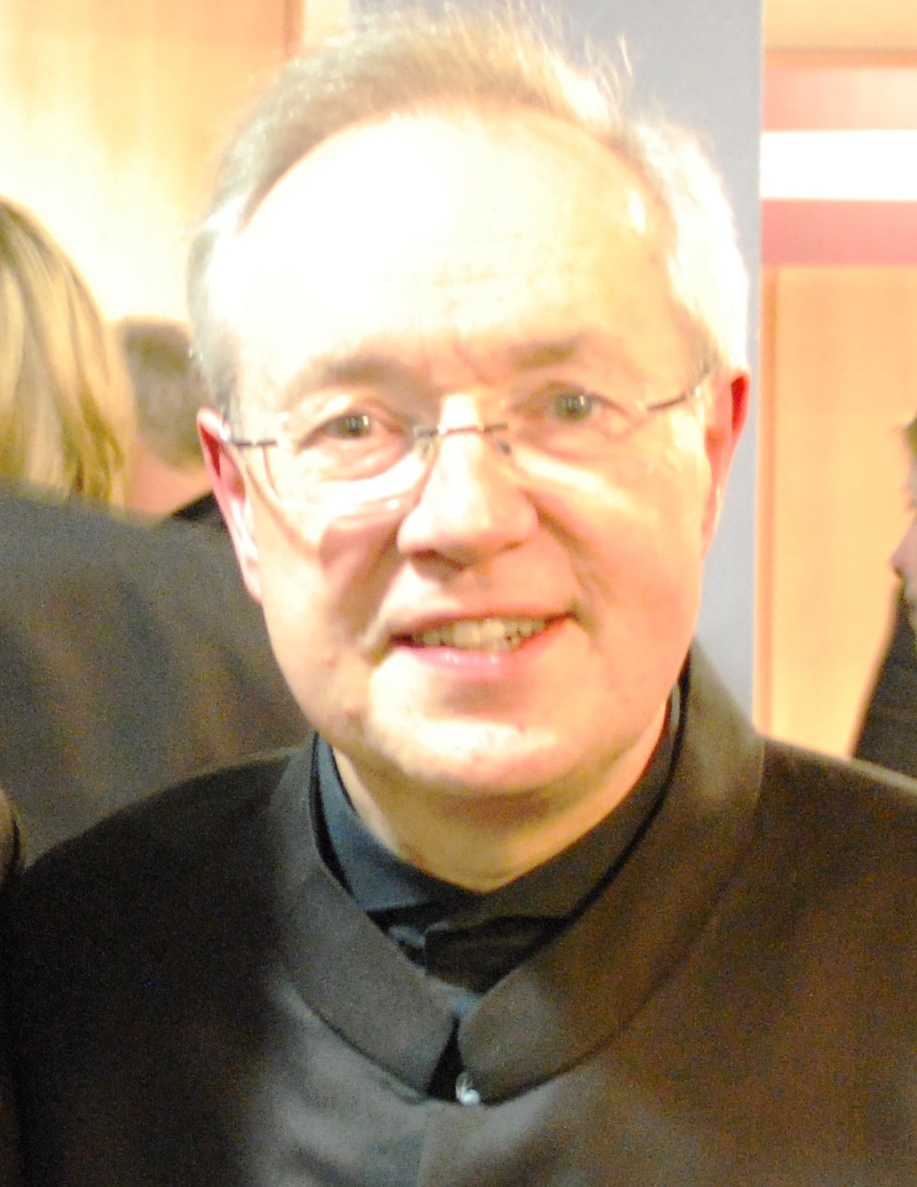
Stephen Cleobury (2009)

Sir Stephen John Cleobury CBE (* 31. Dezember 1948 in Bromley, Kent; † 22. November 2019 in York) war ein britischer Organist und Chorleiter, der von 1982 bis 2019 Direktor der Kirchenmusik an der Kapelle des King’s College in Cambridge war und damit den traditionsreichen Choir of King’s College leitete. Während seiner langen Amtszeit machte er den Chor, der seit 1928 die Direktübertragung der BBC am Heiligen Abend gestaltet, durch Einspielungen und Konzerttouren noch bekannter. Er vergab Aufträge für neue Kompositionen, darunter seit 1984 für ein jährliches neues Weihnachtslied. Cleobury war von 1995 bis 2007 auch Chorleiter der BBC Singers.

## Leben

### Anfangsjahre
Stephen John Cleobury wurde 1948 in Bromley, Kent, als Sohn von John F. Cleobury und Brenda J. Randall geboren. Er sang als Chorknabe an der Worcester Cathedral, geleitet von Douglas Guest und später Christopher Robinson. Er war organ scholar am St John’s College in Cambridge, wo George Guest Musikdirektor war, und sub-organist an der Westminster Abbey. 1979 wurde er der erste anglikanische Musikdirektor an der katholischen Westminster Cathedral.

### King’s College, Cambridge

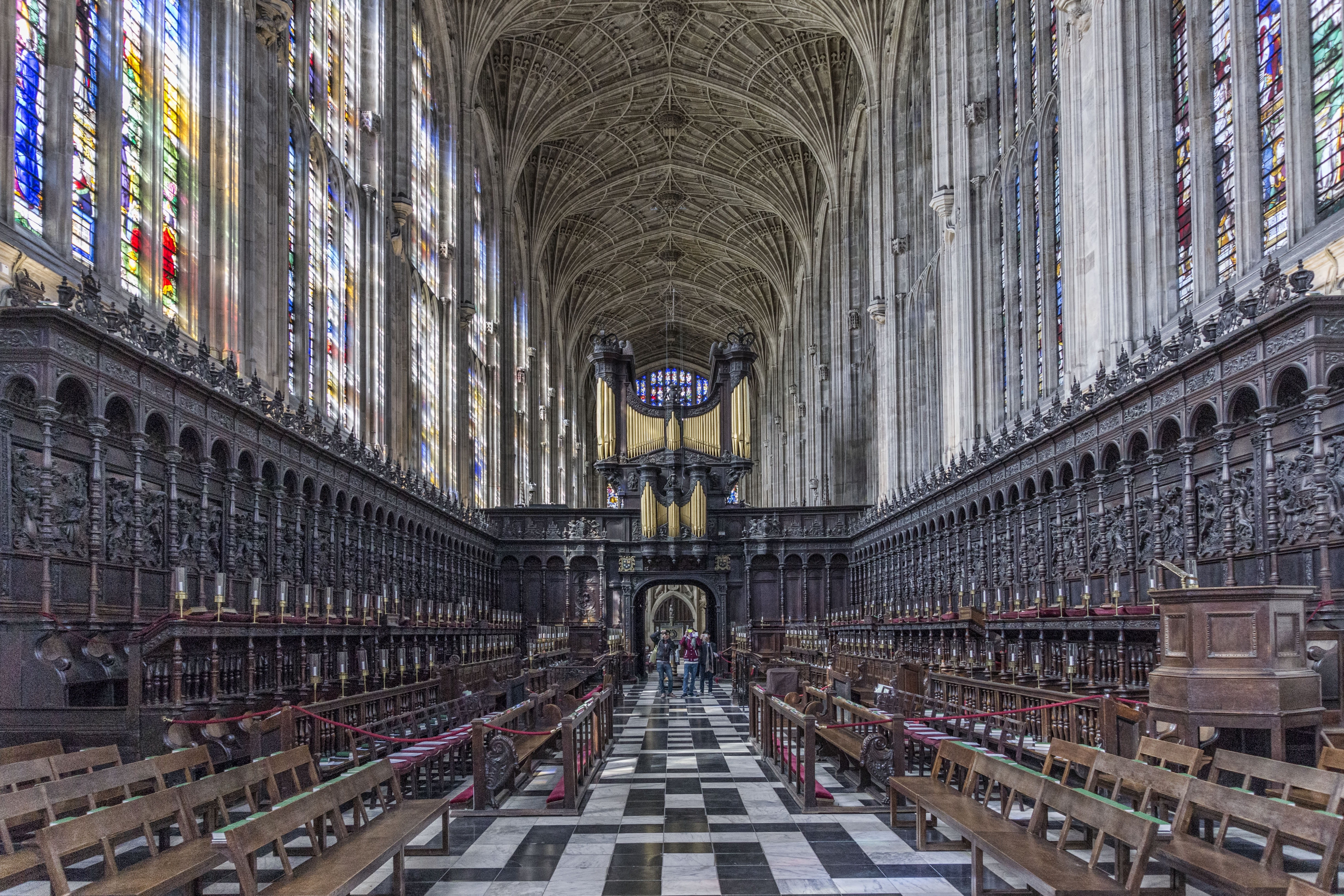
Chorgestühl und Great Organ in der Kapelle des King’s College

1982 wurde er director of music für den Choir of King’s College in Cambridge, wo er auch Musik lehrte. Er leitete das traditionsreiche Festival of Nine Lessons and Carols in der Kapelle am Heiligen Abend, das 1918 eingerichtet und von der BBC seit 1928 live übertragen wurde. 1984 begann er, zu diesem Anlass jährlich einen Kompositionsauftrag für ein neues Weihnachtslied zu erteilen. Die Aufträge ergingen an Komponisten wie Thomas Adès, John Tavener und Mark-Anthony Turnage. Harrison Birtwistles The Gleam, das von den Choristen Fußstampfen und Rufen verlangt, wurde kontrovers aufgenommen. Die Nine Lessons von 2018 zum 100. Jubiläum wurden aufgezeichnet, mit einem neuen Lied von Judith Weir.
Cleobury richtete das Festival of Easter at King’s ein, und außerdem die Konzertreihe Concerts at King’s. Er leitete den Chor auf Konzertreisen, in Rundfunkaufnahmen und vielen Aufnahmen, seit 2012 unter einem eigenen Label des Chores.
Cleoburys wesentliche Neuerung war es, mit dem Choir of King’s College neue Werke aufzuführen, häufig Auftragskompositionen. Sein letztes großes Projekt galt 2019 Bachs Matthäus-Passion, die er abwechselnd mit der Johannes-Passion aufführte. Der Chor sang mit der Academy of Ancient Music und James Gilchrist als Evangelist. Cleobury ging am 30. September 2019 in den Ruhestand. Sein Nachfolger am King’s College wurde Daniel Hyde.

### Außerhalb von Cambridge
Cleobury war von 1990 bis 1992 Präsident des Royal College of Organists. Er war von 1995 bis 2007 Chefdirigent der BBC Singers, und anschließend ihr conductor laureate. Er führte mit ihnen thematische Rundfunkkonzerte auf, zum Beispiel Shostakovich, Stalin and Soviet Russia 2014, Creation Songs 2015, Tallis Lamentations 2016, und zum Remembrance Day 2017 Songs of Farewell.

### Familie
Cleobury lebte mit seiner zweiten Frau Emma, die er 2004 heiratete, und zwei Töchtern im Ruhestand in York. Er starb dort an einem Krebsleiden am 22. November 2019.
Cleoburys Bruder Nicholas ist ebenfalls Dirigent. Sein Cousin Stephen Dean ist Komponist.

## Auszeichnungen
2008 wurde Cleobury Honorary Fellow der Royal School of Church Music. Er erhielt die Ehrendoktorwürde für Musik der Anglia Ruskin University. 2009 wurde er im Rahmen der Birthday Honours als Commander des Order of the British Empire (CBE) ausgezeichnet. Im Rahmen der Birthday Honours 2019 wurde er für seine Verdienste um die Chormusik als Knight Bachelor („Sir“) geadelt.

## Einspielungen

### CD

#### Als Chorleiter
- 2019: Evensong Live 2019: Anthems and Canticles[10]
- 2019: Howells: Cello Concerto & An English Mass[11]
- 2019: The Music of King’s: Choral Favourites from Cambridge[12]
- 2018: 100 Years of Nine Lessons and Carols[5]
- 2018: Byrd: Motets[13]
- 2018: 再别康桥 (Second Farewell to Cambridge)[14]
- 2017: Vaughan Williams: Dona Nobis Pacem & Bernstein: Chichester Psalms[15]
- 2017: Bach: St John Passion[16]
- 2016: Evensong Live 2016[17]
- 2016: Hymns from King’s[18]
- 2015: 1615 Gabrieli in Venice[19]
- 2015: Evensong Live 2015[20]
- 2015: English Hymn Anthems[21]
- 2014: Favourite Carols from King’s[22]
- 2014: Fauré Requiem[23]
- 2013: Britten: Saint Nicolas (Choir of King’s College, Cambridge)[24]
- 2013: Mozart: Requiem Realisations (Choir of King’s College, Cambridge)[25]
- 2012: Nine Lessons & Carols (Choir of King’s College, Cambridge)[26]
- 2007: I Heard a Voice –  Music From the Golden Age, Works by Weelkes, Gibbons and Tomkins (Choir of King’s College, Cambridge, Oliver Brett, Peter Stevens)[27]
- 2006: Brahms: Ein deutsches Requiem (Choir of King’s College, Cambridge, with Susan Gritton, Hanno Müller-Brachmann, Evgenia Rubinova and Jose Gallardo)[28]